# Mońki
Mońki je město v severovýchodním Polsku v Podleském vojvodství v okrese Mońki. Leží přibližně 200 km severovýchodně od Varšavy a 40 km severozápadně od Bělostoku. V roce 2024 zde žilo 9 449 obyvatel.

## Obyvatelstvo
Město mělo v roce 2014 celkem 10 107 obyvatel.

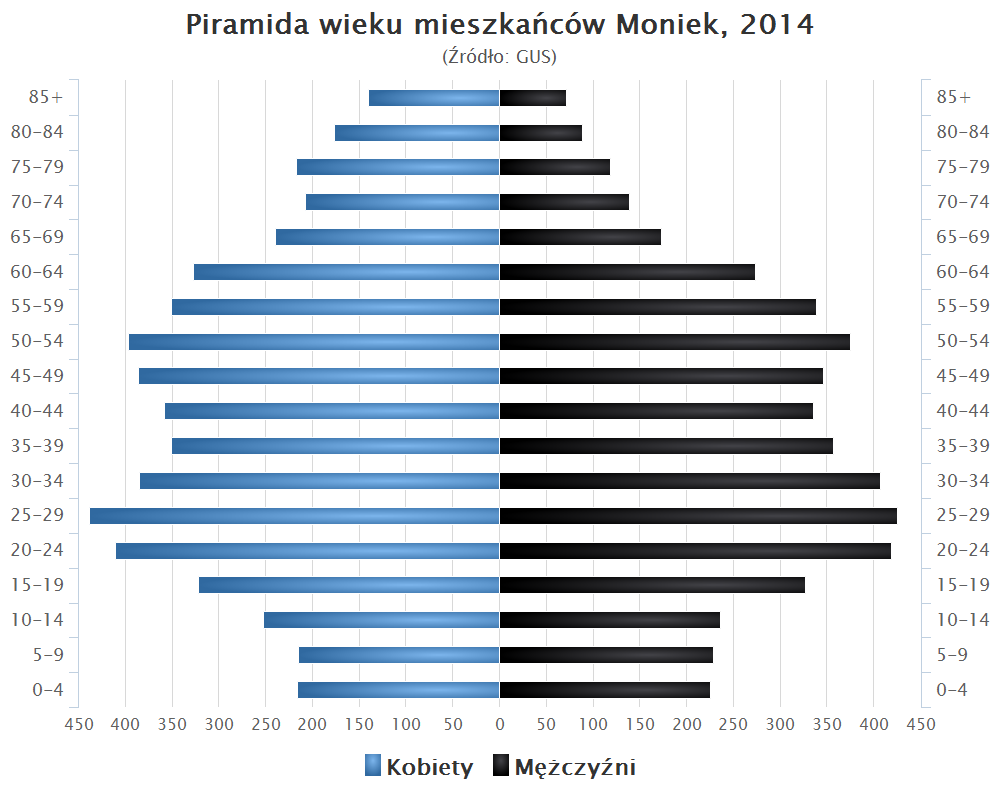
Věková struktura obyvatelstva

## Galerie

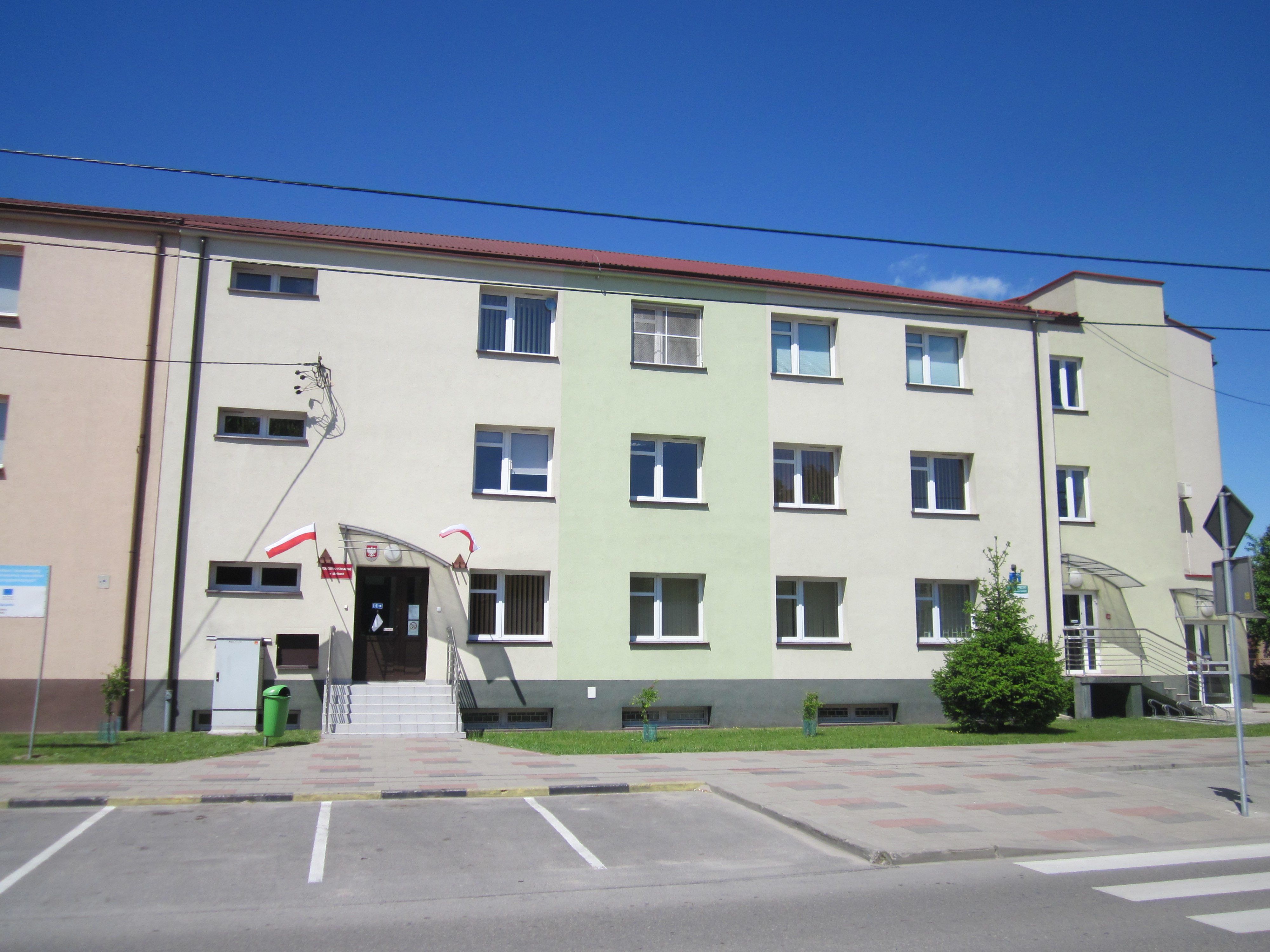
Sidlo okresu Mońki
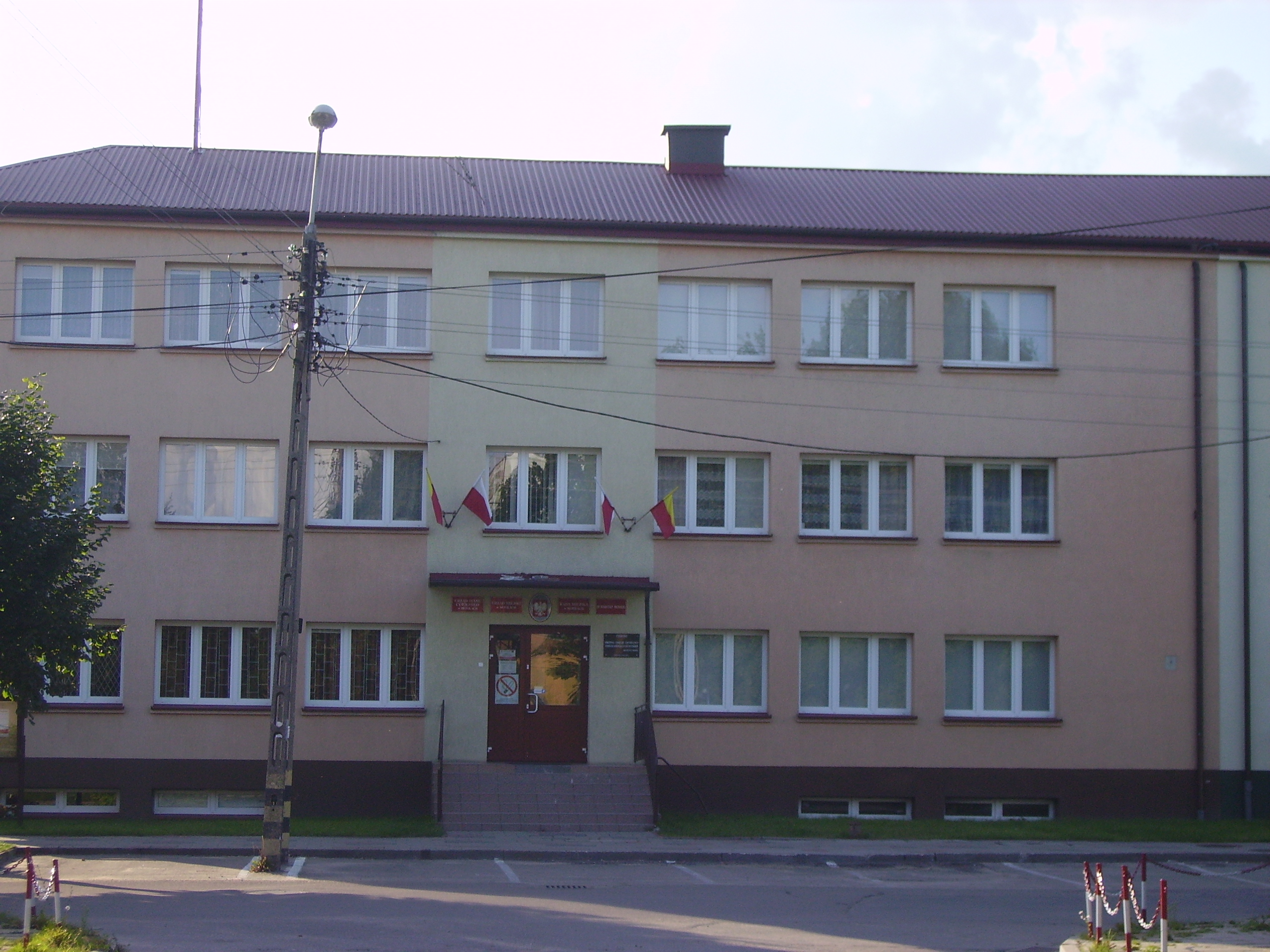
Sídlo gminy
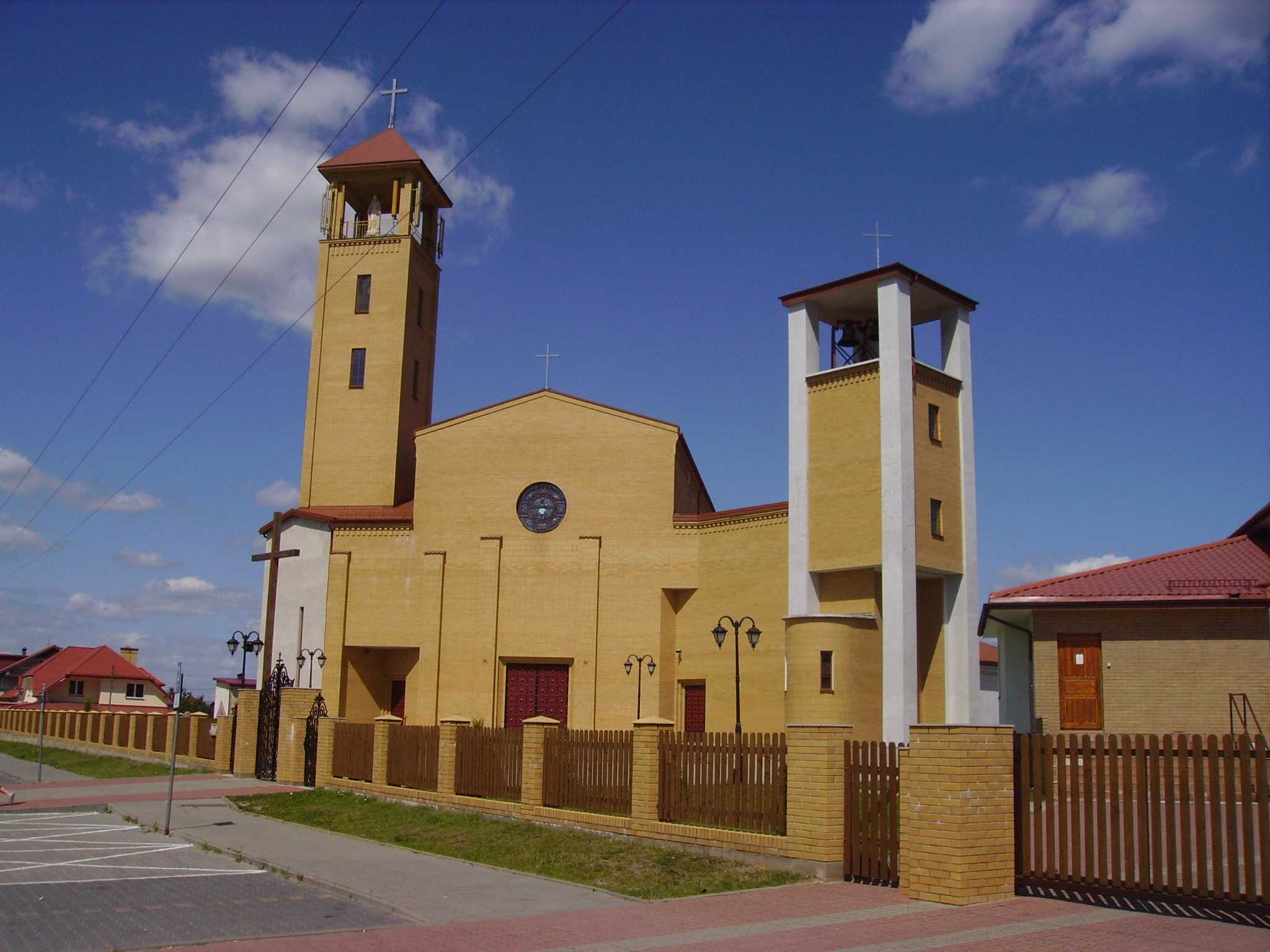
Kostel svatého Alberta Chmielowskiego
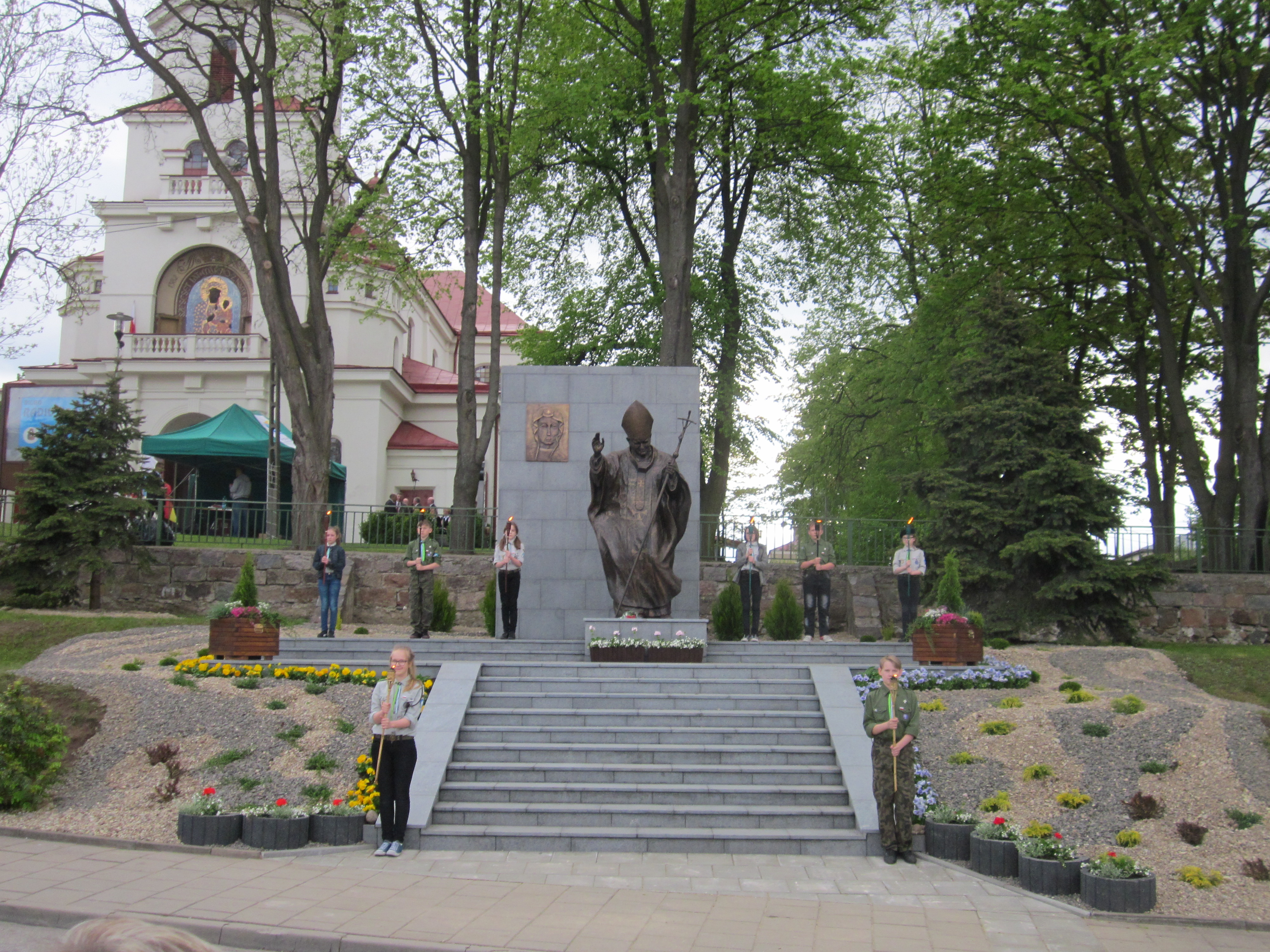
Památník papeže Jana Pavla II.
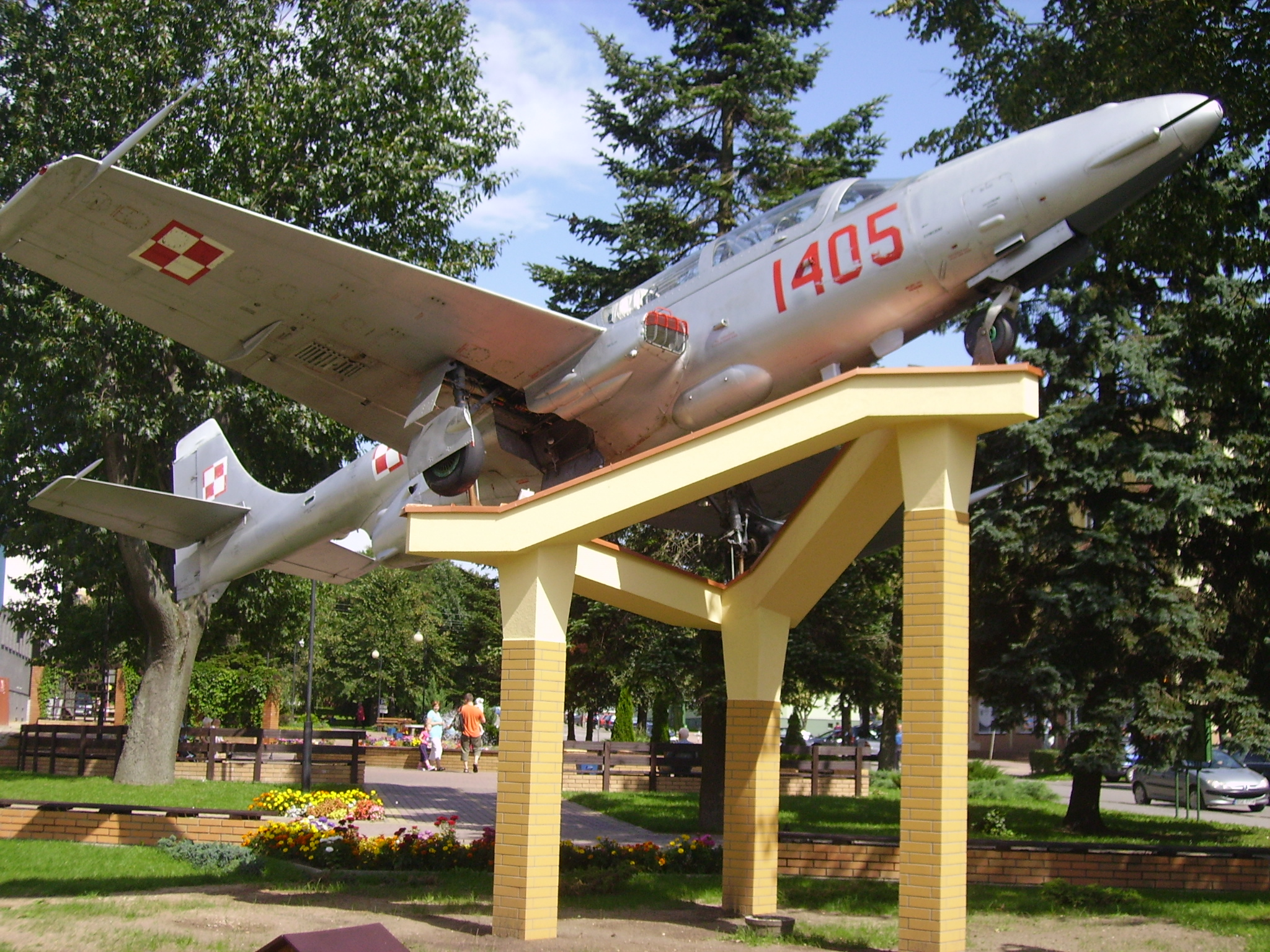
Památník airplane PZL TS-8 Bies